# 邵秀蘭
邵秀蘭是台灣訓犬師，與其夫黃德光共同經營位於新竹縣的西北訓犬學苑。她是IPO（護衛犬賽）訓練審查員（亞洲首位IPO女性訓練審查員）、PDA（中華民國警犬訓練協會）訓練審查員，參加過國內外的多項訓犬賽事，曾四度蟬聯WUSV（世界德國狼犬聯盟）台灣選拔賽總冠軍的訓練師。她還曾為藍心湄、潘若迪等名人訓練狗。